# Перебранка Локи
«Перебра́нка Ло́ки» входит в сборник древнескандинавских песен о богах и героях, который называется «Старшая Эдда».

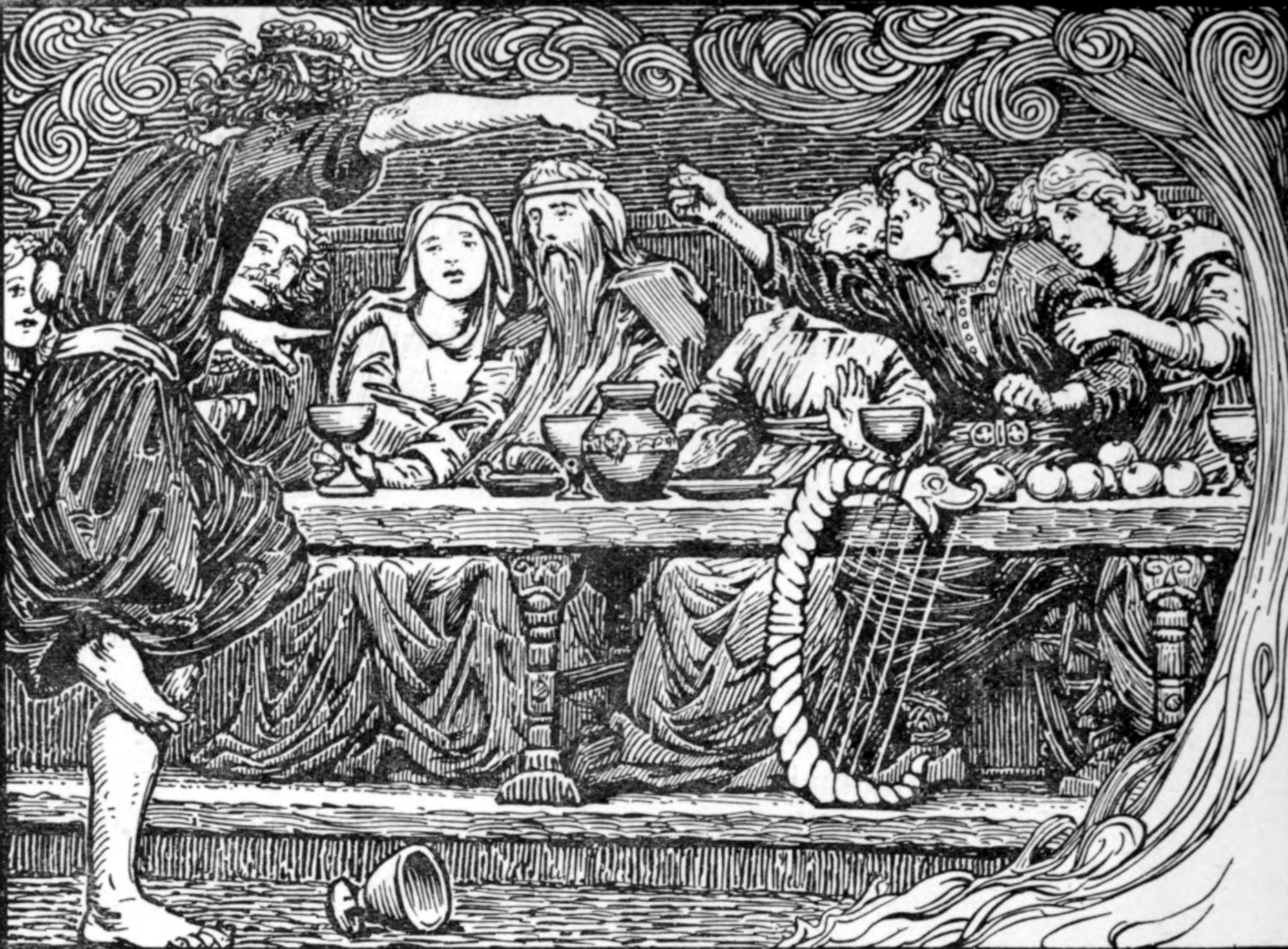
Перебранка Локи

## Мнения исследователей о значении этой песни
Большинство исследователей относят эту песнь к языческой эпохе. Но разные учёные истолковывали значение этой песни по-разному, вследствие чего появились разные версии.
1. Перебранка Локи является сатирой над богохульником (имеется в виду Локи) и прославлением Тора.
2. Нурен Адольф Готтард, шведский языковед, придерживался версии, что «Перебранка Локи» создана для того, чтобы просто позабавить слушателей, высмеяв богов.
3. «Перебранка Локи» — сатира, сочинённая то ли новообращенным христианином, то ли разочаровавшимся язычником.
4. Исландский учёный Сигурд Нордаль считал, что автор «Перебранки Локи» верил в языческих богов, хотя и видел их недостатки.
5. Швейцарский учёный Андреас Хойслер относил песнь к христианской эпохе, но отрицал в ней наличие какой-либо религиозной тенденции. Как бы то ни было, боги в этой песне изображены как люди, со всеми присущими им пороками.
6. По мнению российской переводчицы Софии Свиридовой, «Перебранка Локи» — вложенные в уста ненавистного богам противника беспощадные истины: «бесповоротное осуждение несовершенных богов, жестокая характеристика их нравственной запятнанности и их бессилия перед мировою судьбою, — и, как вывод, предсказание их неминуемой гибели; предустановленное вечным вселенским законом исчезновение несовершенного мира с его несовершенными богами в очистительном всемирном пожаре»[1].

## Содержание
Действие песни разворачиваются на пиру, который устроил йотун Эгир, наварив пива асам.
На этот пир пришли Один и Фригг, Браги и Идун, Ньёрд и Скади, Фрейр и Фрейя, Бюггвир и Бейла (слуги Фрейра), а также Гевьон, Сиф, Тюр, Видар и, конечно, Локи. У Эгира было двое слуг — Эльдир и Фимафенг.
Гости хвалили слуг Эгира. Локи по неизвестной причине не стерпел этого и убил Фимафенга. Асы разгневались и прогнали Локи в лес. Локи вернулся и, встретив Эльдира, спросил его, о чём на пиру говорят боги.
Локи сказал:
Эльдир, ответь,

прежде чем ты

с места сойдешь:

о чём на пиру

за пивом хмельным

беседуют боги?
Эльдир сказал:
Об оружье своем,

о смелости в битвах

беседуют боги;

но никто из них другом

тебя не зовет —

ни асы, ни альвы.
Локи сказал:
К Эгиру в дом —

войти я решил

и на пир посмотреть;

раздор и вражду

я им принесу,

разбавлю мед злобой.
После этого Локи вошёл в палату и попросил, чтобы кто-нибудь дал ему мёда. Браги отвечает ему, что мёда он не получит, так как недостоин сидеть с асами. Локи обращается напрямик к Одину, напоминая ему о клятве.
Локи сказал:
Один, когда-то —

помнишь ли? — кровь

мы смешали с тобою, —

сказал ты, что пива

пить не начнешь,

если мне не нальют.
Один приказывает своему сыну Видару уступить место Локи и наполнить ему кубок. Перед тем как выпить, Локи восхваляет всех асов и асиньий, кроме Браги. Дальше Локи обличает и оскорбляет каждого из богов. Асов он обвиняет в трусости, а асиньий в распутстве. Но приходит Тор и угрожает Локи расправой, если тот не замолчит.
Но Локи насмехается над ним, припоминая ему его неудачи.
Локи сказал:
Вот и сын Ёрд

— Тор. Прибыл сюда:

что ж браниться ты начал?

Не будешь ты смелым,

с Волком сражаясь,

что Одина сгубит.
Тор сказал:
Мерзостный, смолкни!

Принудит к молчанью

тебя молот Мьёлльнир!

Вверх я заброшу

тебя на восток, —

сгинешь совсем ты.
Локи сказал:
Полно тебе

поминать о походах

твоих на восток, —

ты в рукавице прятался там,

не опомнясь от страха.
Песнь заканчивается словами Локи:
Я высказал асам,

я высказал асиньям

всё, не таясь,

тебе ж уступлю

и отсюда уйду, —

ты станешь сражаться.
Пива ты, Эгир,

немало припас,

но напрасно старался:

пусть всё, чем владеешь,

в пламени сгинет,

пусть опалит

огонь тебе спину!

## О Локи после перебранки
После этого Локи бежал и долго скрывался от разгневанных асов. Находясь в своём убежище, он придумал сеть для ловли рыбы. Когда асы нашли Локи, он кинул сеть в костёр, а сам, превратившись в лосося, спрятался в водопаде фьорда Франангр. Чтобы изловить Локи, асы взяли с собой Квасира. Мудрый карлик увидел в костре остатки сети, которую сплёл Локи, и восстановил её. С помощью сети асы загнали Локи в угол, и Тор поймал его.
У Локи, помимо Хель, Ёрмунганд и Фенрира, были ещё дети — двое сыновей от его супруги Сигюн. Их звали Нари и Нарви. Асы превратили Нарви в волка, и он загрыз своего брата Нари. Вали, сын Одина, сплёл из кишок Нари путы, и ими они привязали Локи к скале. Скади подвесила над ним ядовитую змею, и яд капал Локи на лицо. Сигюн осталась с ним. Она держит над ним чашу, чтобы яд не капал на него, но когда чаша наполняется, она отходит, чтобы опорожнить её. В этот момент яд капает на лицо Локи. Его судороги столь сильны, что вызывают землетрясения.

## Литература

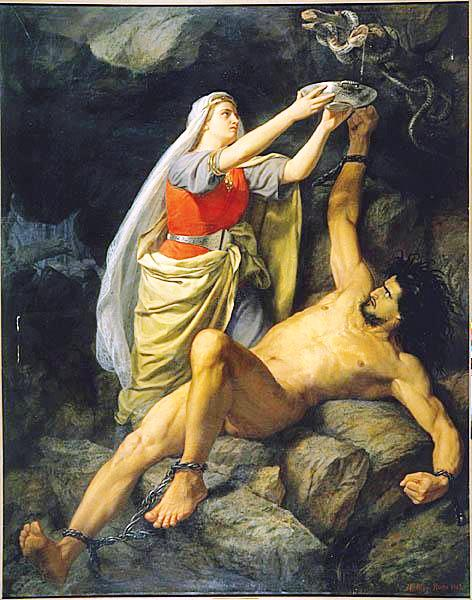
Локи и Сигюн. Картина Маартена Эскиля